# Гасымов, Мусейиб Гасым оглы
Мусейиб Гасым оглы Гасымов (азерб. Müseyib Qasım oğlu Qasımov; 1897, Ленкоранский уезд — 29 декабря 1959, Масаллинский район) — советский азербайджанский табаковод, Герой Социалистического Труда (1950).

## Биография
Родился в 1897 году в селе Мусакуча Ленкоранского уезда Бакинской губернии (ныне Масаллинский район Азербайджана).
Начал трудовую деятельность в 1930 году колхозником в колхозе имени Чапаева Масаллинского района. Позже звеньевой в этом же колхозе. В 1949 году получил высокий урожай табака сорта «Трапезонд» 25,1 центнера с гектара на площади 3 гектара.
Указом Президиума Верховного Совета СССР от 17 августа 1950 года за получение высоких урожаев пшеницы и табака при выполнении колхозами обязательных поставок и контрактации по всем видам сельскохозяйственной продукции, натуроплаты за работу МТС в 1949 году и обеспеченности семенами всех культур в размере полной потребности для весеннего сева 1950 года, Гасымову Мусейибу Гасым оглы присвоено звание Героя Социалистического Труда с вручением ордена Ленина и золотой медали «Серп и Молот».
Ушел из жизни 29 декабря 1959 года в городе Баку.

## Награды
- Герой Социалистического Труда (1950)
- Орден Ленина (1950)